# Sphinx dollii
Espèce
Sphinx dollii est une espèce nord-américaine de lépidoptères (papillons) de la famille des Sphingidae.

## Description

### Papillon
L'imago de Sphinx dollii a une envergure de 45 à 63 mm et une longueur de l'aile antérieure (LAA) de 22 à 29 mm. La taille distingue déjà l'espèce de toutes les autres espèces du genre, à l'exception de Sphinx sequoiae. Le dessus des ailes antérieures est généralement gris tirant sur le brun, alors que l'espèce similaire tire plutôt sur le bleuâtre, et est également moins vigoureusement dessinée aux ailes antérieures. Une ligne noire traverse l'aile antérieure en diagonale, de la base à l'apex, alors qu'elle est interrompue et moins développée chez l'espèce similaire. Sphinx dollii a deux paires de lignes longitudinales sur le thorax, qui fusionnent souvent en une large bande sombre, alors que l'espèce similaire n'a qu'une fine paire de lignes noires. L'espèce est variable. Dans le Nord, par exemple dans le Colorado, les motifs des ailes antérieures des imagos sont bien nets. La ligne subterminale est clairement visible, et la zone qui la relie à la base est presque blanche. En Arizona, les imagos sont moins ornés aux les ailes antérieures, et la ligne subterminale est également considérablement réduite. Le blanc dans la zone basale est également peu développé. Dans les montagnes du Nouveau-Mexique et du Sud de l'Arizona, les ailes antérieures sont presque uniformément bleu-gris et la ligne subterminale est presque invisible.

### Chenille
Les chenilles ressemblent à celles de Sphinx sequoiae. Elles ont une couleur de fond vert intense et sont pourvues d'une série de points blancs sur chaque segment du corps. Elles sont parfaitement camouflées sur les jeunes pousses de leurs plantes nourricières. Contrairement aux espèces similaires, les taches brunes sur le dos manquent, du moins chez certains individus, et la rangée de taches brunes sous les stigmates est significativement réduite.

### Chrysalide
La chrysalide est la seule du genre à avoir la gaine de la trompe complètement soudée. Sa couleur la distingue également nettement des autres espèces du genre. Elle est noire et présente deux paires de larges bandes longitudinales rouge vin, qui s'étendent au-dessus et en dessous des stigmates le long de l'abdomen.

## Répartition et habitat
L'espèce est répandue du Sud-Ouest des États-Unis à travers les montagnes Rocheuses jusqu'à l'extrême Sud-Est de l'Idaho. On la trouve également dans les collines du centre du Texas et dans le Texas Panhandle. Elle est signalée dans l'Est du comté de San Bernardino en Californie, le long de la frontière avec le Nevada et de l'Arizona.
Elle est localement commune à des altitudes moyennes dans les zones à pins et à genévriers du Sud-Ouest des États-Unis et sur les contreforts des montagnes Rocheuses.

## Écologie et comportement
Les imagos volent de juin à août, probablement en une génération.
Ils sont attirés par les sources lumineuses au crépuscule.
Jusqu'à présent, les chenilles n'ont été trouvées que sur Juniperus deppeana.
La façon dont les femelles pondent leurs œufs est inconnue, bien qu'il soit certain qu'ils soient pondus individuellement. Avec trois chenilles élevées en captivité, le développement fut très lent : elles ont nécessité au moins deux semaines pour les deux derniers stades. La nymphose n'est documentée qu'à partir de l'élevage de ces trois animaux : la chenille creuse une chambre juste en dessous de la surface de la terre pour la nymphose.